# 스패니얼
스패니얼(Spaniel)은 스페인 원산으로 '스패니얼'은 '스페인'이란 말에서 온 것이다. 소형종으로 귀는 길게 처지고 털은 비단결처럼 부드럽다. 다리는 비교적 짧다. 스패니얼은 다양한 종류가 있는데, 몇몇 애완견을 빼면 모두 조렵견이다. 얌전하고 붙임성이 있으며 야외에 나가 사냥하기를 좋아한다. 스패니얼은 총의 사정거리 안에서 땅바닥을 코로 훔치고 다닌다. 그러다가 냄새를 맡으면 사냥감을 날거나 뛰쳐나가게 한다. 사냥꾼이 총을 쏘고, 스패니얼은 명령을 기다렸다가 사냥감을 찾아 물고 돌아온다.

## 품종
| 아메리칸 코커 스패니얼 (American Cocker Spaniel)          |
| 아메리칸 워터 스패니얼 (American Water Spaniel)           |
| 블루 피카르디 스패니얼 (Blue Picardy Spaniel)             |
| 보이킨 스패니얼 (Boykin Spaniel)                          |
| 카발리에 킹 찰스 스패니얼 (Cavalier King Charles Spaniel) |
| 클럼버 스패니얼 (Clumber Spaniel)                         |
| 잉글리시 코커 스패니얼 (English Cocker Spaniel)           |
| 잉글리시 스프링어 스패니얼 (English Springer Spaniel)     |
| 필드 스패니얼 (Field Spaniel)                             |
| 프렌치 스패니얼 (French Spaniel)                          |
| 저먼 스패니얼 (German Spaniel)                            |
| 아이리시 워터 스패니얼 (Irish Water Spaniel)              |
| 재퍼니스 친 (Japanese Chin)                               |
| 킹 찰스 스패니얼 (King Charles Spaniel)                   |
| 쿠이커혼제 (Kooikerhondje)                                |
| 퐁토드메르 스패니얼 (Pont-Audemer Spaniel)                |
| 러시안 스패니얼 (Russian Spaniel)                         |
| 서식스 스패니얼 (Sussex Spaniel)                          |
| 웰시 스프링어 스패니얼 (Welsh Springer Spaniel)           |

### 멸종
| 잉글리시 워터 스패니얼 (English Water Spaniel) |
| 노퍽 스패니얼 (Norfolk Spaniel)                |
| 트위디 워터 스패니얼 (Tweed Water Spaniel)     |

## 같이 보기
- 사냥개